# Cournon
Pour les articles homonymes, voir Cournon (homonymie).
Cournon [kuʁnɔ̃] est une commune française, située dans le département du Morbihan en région Bretagne.

## Géographie

### Situation

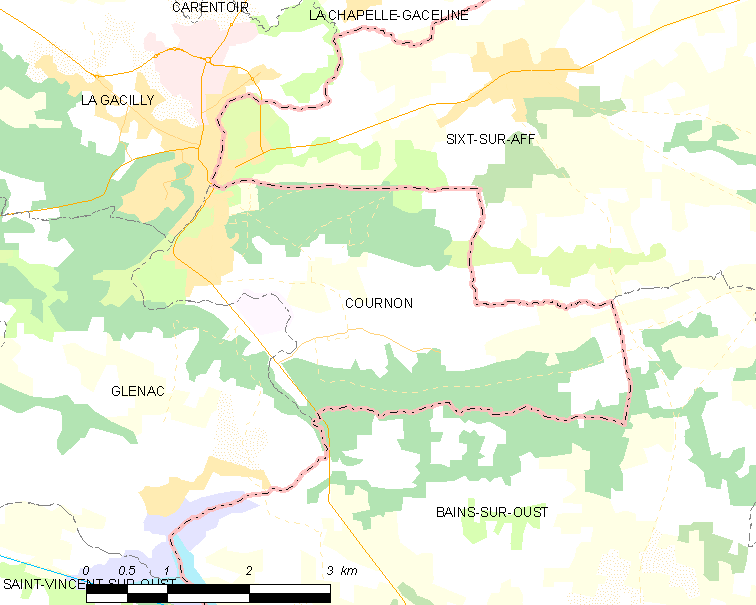
Cournon et les communes voisines.

Les communes limitrophes sont  Bains-sur-Oust, La Gacilly et Sixt-sur-Aff.

### Hydrographie
Pour un article plus général, voir Réseau hydrographique du Morbihan.
La commune est située dans le bassin Loire-Bretagne. Elle est drainée par l'Aff, les Landes du Loup et la Rosée,,.
L'Aff, d'une longueur de 67 km, prend sa source dans la commune de Paimpont et se jette  dans l'Oust à Saint-Vincent-sur-Oust, après avoir traversé 17 communes. 

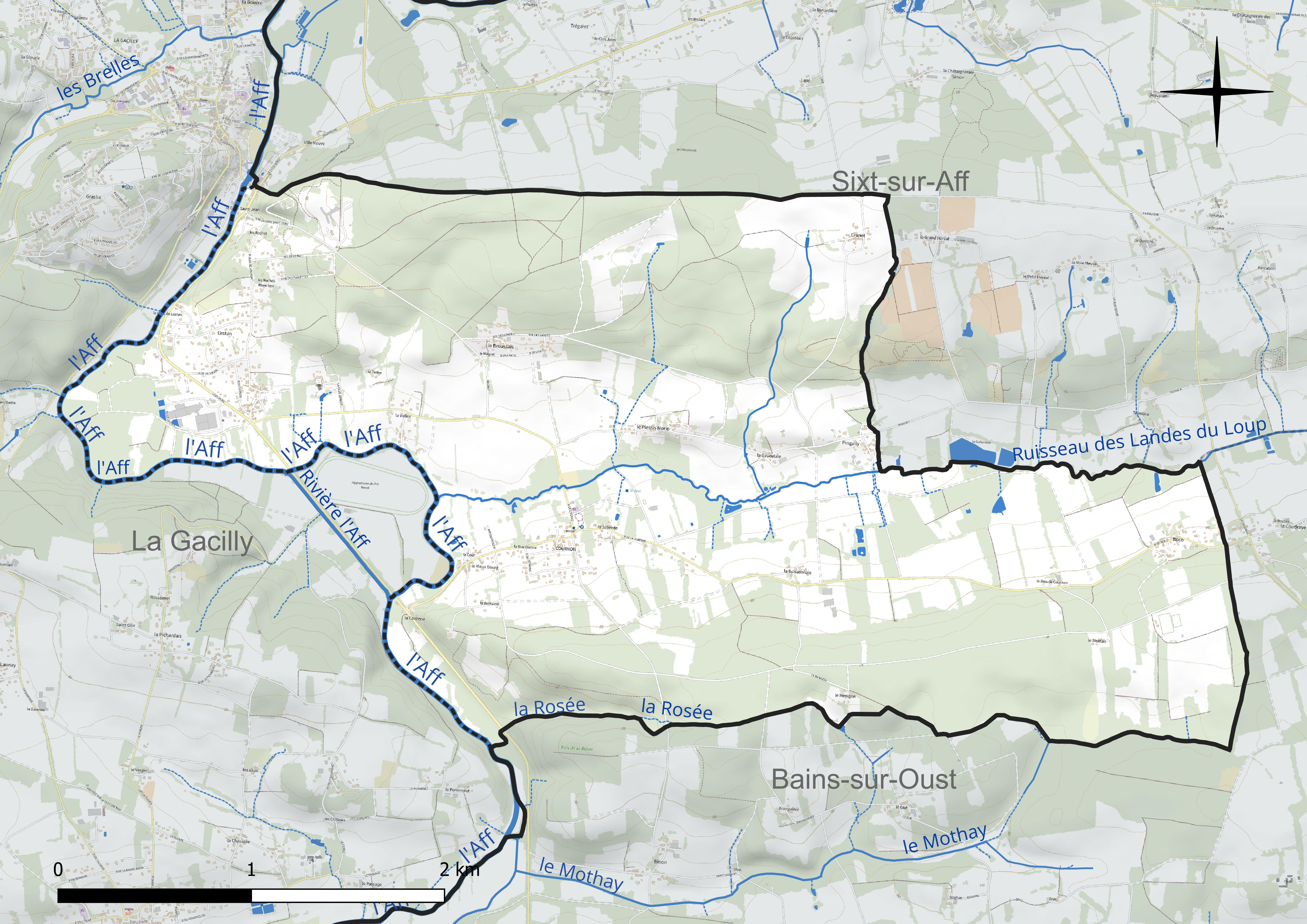
Réseau hydrographique de Cournon.

### Climat
Pour des articles plus généraux, voir Climat de la Bretagne et Climat du Morbihan.
En 2010, le climat de la commune est de type climat océanique franc, selon une étude du CNRS s'appuyant sur une série de données couvrant la période 1971-2000. En 2020, Météo-France publie une typologie des climats de la France métropolitaine dans laquelle la commune est exposée à un climat océanique et est dans la région climatique  Bretagne orientale et méridionale, Pays nantais, Vendée, caractérisée par une faible pluviométrie en été et une bonne insolation. Parallèlement l'observatoire de l'environnement en Bretagne publie en 2020 un zonage climatique de la région Bretagne, s'appuyant sur des données de Météo-France de 2009. La commune est, selon ce zonage, dans la zone « Intérieur Est », avec des hivers frais, des étés chauds et des pluies modérées.
Pour la période 1971-2000, la température annuelle moyenne est de 11,6 °C, avec une amplitude thermique annuelle de 13 °C. Le cumul annuel moyen de précipitations est de 817 mm, avec 12,7 jours de précipitations en janvier et 6 jours en juillet. Pour la période 1991-2020, la température moyenne annuelle observée sur la station météorologique la plus proche, située sur la commune de Saint-Jacut-les-Pins à 11 km à vol d'oiseau, est de 12,4 °C et le cumul annuel moyen de précipitations est de 947,8 mm,. Pour l'avenir, les paramètres climatiques de la commune estimés pour 2050 selon différents scénarios d'émission de gaz à effet de serre sont consultables sur un site dédié publié par Météo-France en novembre 2022.

## Urbanisme

### Typologie
Au 1er janvier 2024, Cournon est catégorisée commune rurale à habitat dispersé, selon la nouvelle grille communale de densité à sept niveaux définie par l'Insee en 2022.
Elle est située hors unité urbaine. Par ailleurs la commune fait partie de l'aire d'attraction de Redon, dont elle est une commune de la couronne,. Cette aire, qui regroupe 22 communes, est catégorisée dans les aires de moins de 50 000 habitants,.

### Occupation des sols

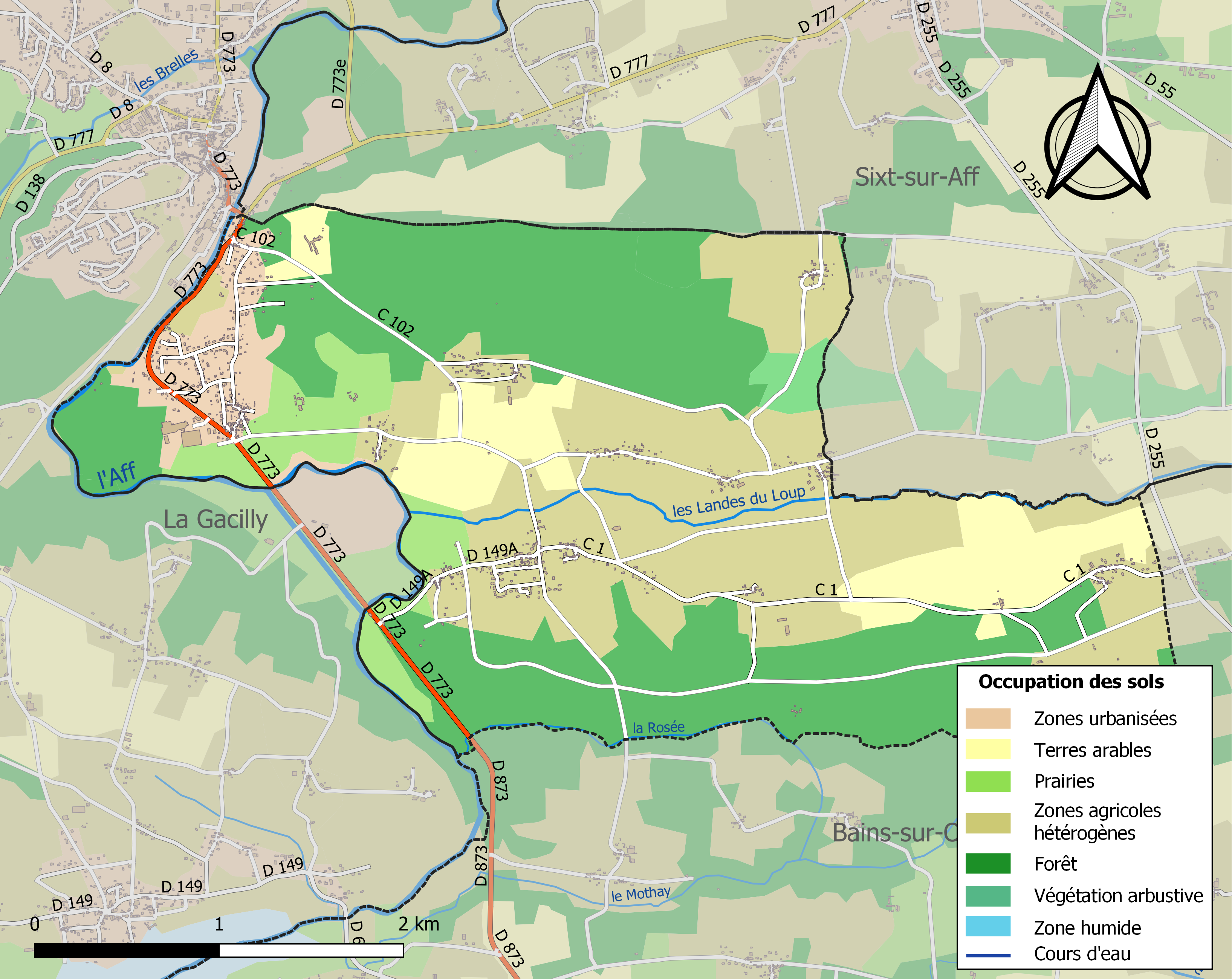
Carte des infrastructures et de l'occupation des sols de la commune en 2018 (CLC).

L'occupation des sols de la commune, telle qu'elle ressort de la base de données européenne d’occupation biophysique des sols Corine Land Cover (CLC), est marquée par l'importance des territoires agricoles (52,1 % en 2018), une proportion sensiblement équivalente à celle de 1990 (52,9 %). La répartition détaillée en 2018 est la suivante : 
forêts (41,5 %), zones agricoles hétérogènes (35,4 %), terres arables (10,5 %), prairies (6,2 %), zones urbanisées (5 %), milieux à végétation arbustive et/ou herbacée (1 %), espaces verts artificialisés, non agricoles (0,3 %).
L'IGN met par ailleurs à disposition un outil en ligne permettant de comparer l’évolution dans le temps de l’occupation des sols de la commune (ou de territoires à des échelles différentes). Plusieurs époques sont accessibles sous forme de cartes ou photos aériennes : la carte de Cassini (XVIIIe siècle), la carte d'état-major (1820-1866) et la période actuelle (1950 à aujourd'hui).

## Toponymie
Le nom de la localité est mentionné sous la forme Cornon en 870, en 1427, en 1513 et en 1536.
Le nom de la commune en breton est Kornon, liée au monastère qui lui a donné son nom.

## Histoire

### LeXXesiècle

#### La Belle Époque
À la suite des manifestations qui ont eu lieu notamment à Carentoir et Quelneuc, le préfet du Morbihan a donné l'ordre de suspendre les inventaires des biens d'église dans les paroisses de La Chapelle-Gaceline, Cournon, Peillac, Les Fougerets, Saint-Martin-sur-Oust, Tréal « où les populations sont dans une surexcitation dont on n'a pas idée. La préfecture était, dit-on, terrifiée ».

## Politique et administration
| Période                                  | Période     | Identité                     | Étiquette | Qualité                                       |
| ---------------------------------------- | ----------- | ---------------------------- | --------- | --------------------------------------------- |
| avant 1981                               | ?           | François de Gouyon de Coipel |           |                                               |
| 19..                                     | 2001        | Jean Sorel                   | -         | -                                             |
| 2001                                     | 2014        | Philippe Colas               | -         | Technicien DDE                                |
| 2014                                     | 26 mai 2020 | Serge Chesnais               | -         | Coordinateur d'opérations de vente à distance |
| 26 mai 2020                              | En cours    | Pascal Jéhannin              |           |                                               |
| Les données manquantes sont à compléter. |             |                              |           |                                               |

## Démographie
L'évolution du nombre d'habitants est connue à travers les recensements de la population effectués dans la commune depuis 1793. Pour les communes de moins de 10 000 habitants, une enquête de recensement portant sur toute la population est réalisée tous les cinq ans, les populations de référence des années intermédiaires étant quant à elles estimées par interpolation ou extrapolation. Pour la commune, le premier recensement exhaustif entrant dans le cadre du nouveau dispositif a été réalisé en 2005.

En 2022, la commune comptait 805 habitants, en évolution de +4,95 % par rapport à 2016 (Morbihan : +3,82 %, France hors Mayotte : +2,11 %).
| 1793 | 1800 | 1806 | 1821 | 1831 | 1836 | 1841 | 1846 | 1851 |
| ---- | ---- | ---- | ---- | ---- | ---- | ---- | ---- | ---- |
| 406  | 400  | 406  | 436  | 439  | 432  | 407  | 433  | 448  |

| 1856 | 1861 | 1866 | 1872 | 1876 | 1881 | 1886 | 1891 | 1896 |
| ---- | ---- | ---- | ---- | ---- | ---- | ---- | ---- | ---- |
| 432  | 427  | 469  | 513  | 562  | 543  | 564  | 572  | 600  |

| 1901 | 1906 | 1911 | 1921 | 1926 | 1931 | 1936 | 1946 | 1954 |
| ---- | ---- | ---- | ---- | ---- | ---- | ---- | ---- | ---- |
| 621  | 634  | 635  | 608  | 630  | 617  | 576  | 590  | 528  |

| 1962 | 1968 | 1975 | 1982 | 1990 | 1999 | 2005 | 2006 | 2010 |
| ---- | ---- | ---- | ---- | ---- | ---- | ---- | ---- | ---- |
| 508  | 472  | 469  | 505  | 521  | 632  | 714  | 714  | 763  |

| 2015 | 2020 | 2022 | - | - | - | - | - | - |
| ---- | ---- | ---- | - | - | - | - | - | - |
| 770  | 798  | 805  | - | - | - | - | - | - |

## Culture et patrimoine

### Lieux et monuments
- le château de la Ville-Janvier date du XVIIe siècle, il est inscrit à l'inventaire général du patrimoine culturel[25] ;
- le dolmen des Tablettes : dolmen d'environ 7 m de long. L'accès est fléché à partir de La Gacilly. Datant de 3000 ans av. J.-C., monument mégalithique de type angevin, rare en Bretagne ;
- Éco-hôtel-spa d'Yves Rocher à la Grée-Saint-Jean ;
- la balançoire hydraulique avec ses deux personnages bretons, dont les costumes varient en fonction des saisons. À proximité de la mairie ;
- le monument aux morts situé à gauche du parvis de l'église paroissiale recense les soldats morts pendant les guerres de 1914-1918, 1939-1945 et la guerre d'Algérie. On trouvera sur le site de MémorialGenWeb la liste de tous les soldats (Relevé n° 52197);
- l'église du Sacré-Cœur.

### Héraldique
|  | Les armoiries de Cournon se blasonnent ainsi : D’azur à un dolmen d’argent soutenu d’une terrasse d’hermine ; au chef d’or à la croix celtique de gueules accompagnée de deux sapins arrachés de sinople. Conc. J.P. Fernandez. |